# دومینیکا اشکوروانکوا
دومینیکا اشکوروانکوا (انگلیسی: Dominika Škorvánková؛ زادهٔ ۲۱ اوت ۱۹۹۱) بازیکن فوتبال اهل اسلواکی است.
از باشگاه‌هایی که در آن بازی کرده‌است می‌توان به اس‌سی سند و باشگاه فوتبال اسلوان براتیسلاوا اشاره کرد.
وی همچنین در تیم‌های ملی فوتبال Slovakia women's national football team بازی کرده‌است.